# (12464) Manhattan
(12464) Manhattan (1997 AH8) – planetoida z pasa głównego asteroid okrążająca Słońce w ciągu 3,48 lat w średniej odległości 2,3 j.a. Odkryta 2 stycznia 1997 roku.